# A la Nostra Marxa
A la Nostra Marxa va ser un programa de ràdio creat i presentat per Simó Aguilar que es va emetre des de la ciutat de València. Les seues emissions van començar en 1988 a Ràdio Klara. Després va passar per Radio Funny i Onda Acción, i des de 1993 fins 2005 va continuar a Ràdio Nova. En aquesta emissora el programa arribava a tota la ciutat de València, l'Horta Nord i part de l'Horta Sud.
El programa va nàixer amb la finalitat de normalitzar l'ús del valencià a la ràdio, pràcticament inexistent als mitjans del moment, i el foment de la música en valencià. Al programa començaren a sonar els primers grups de rock que cantaven en valencià a finals dels anys 80 i també els grups que després formarien part del boom del rock català dels 90 i alguns anteriors com Detectors o Duble Buble.
El programa constava de diversos apartats que anaren canviant al llarg dels anys, però sempre començava amb una entrevista a algun grup, associació cultural o personatges rellevants de la cultura valenciana.
Un altre dels apartats que sempre va estar al programa era el concurs de maquetes de grups novells que va arribar fins a la vuitena edició i que en 1999 va començar a anomenar-se Promocions 99. Amb aquesta denominació s'arriba fins a Promocions 2005. Es tractava d’un concurs en el que els grups que es presentaven eren votats pels oients del programa i al final es feia un Festival en el que actuaven els tres grups guanyadors. Per aquests festivals passaren la majoria dels grups que cantaven en valencià per aquells anys: 4000 Som Prou, Fil d’Aram, Munlogs, Obrint pas, Metall i So, Sant Gatxo, Sva-ters o La Gossa sorda, entre d'altres, a més de moltíssims grups valencians que cantaven en castellà o anglès.
El programa es va deixar d’emetre a finals de l’any 2005 degut a la malaltia del seu locutor, Simó Aguilar.